# Adam Naruszewicz

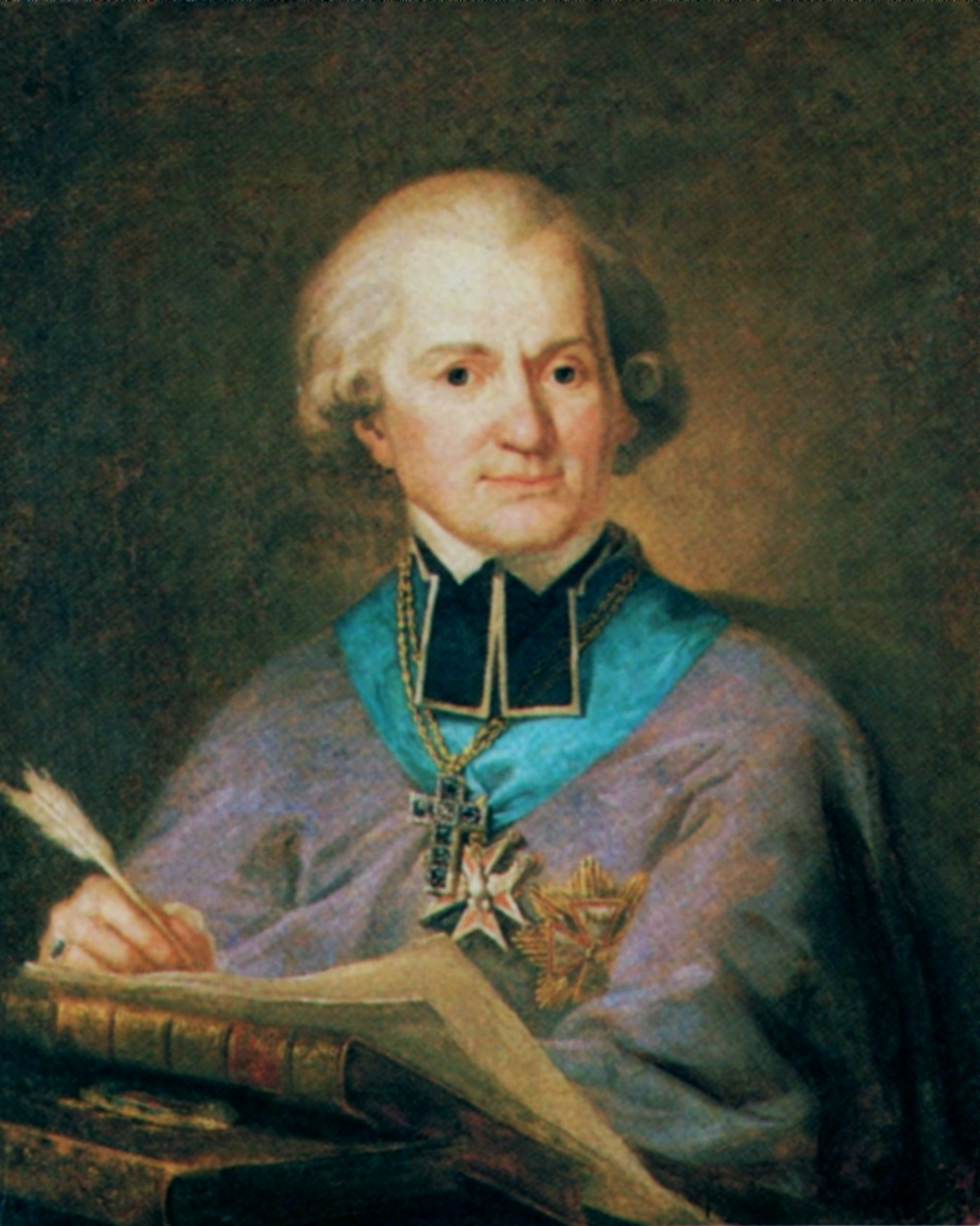
Porträt von Adam Naruszewicz

Adam Stanisław Naruszewicz (* 20. Oktober 1733 bei Pińsk; † 8. Juli 1796 in Janów Podlaski) war ein polnischer Dichter der Zeit der Aufklärung, Historiograph, Jesuit und Bischof.
Naruszewicz war seit 1748 Jesuit. Außerdem war er Hofdichter und Historiograph des Königs Stanislaus II. August. 1788 wurde er Bischof von Smolensk und 1790 Bischof von Luzk.
Seine aufklärerische Dichtung wurde beeinflusst von Horaz und Anakreon, die er auch übersetzte. Sie umfasst klassizistische Oden, Idyllen, Satiren, wie z. B. „Satry“ (1778) und Fabeln in Anlehnung an die Fabeln von La Fontaine. Sein Hauptwerk ist die Darstellung der polnischen Geschichte von der Christianisierung Polens bis 1386.
Naruszewicz war der erste moderne Historiker der polnischen Geschichte. Seine Geschichte der Polnischen Nation bezeichnete die frühen Herrscher der Polanen von Mieszko I. und Bolesław I. zusammenfassend als Piasten.
Sein Sarkophag steht in der Dreifaltigkeitsbasilika an seinem Sterbeort.